# 诺·白亚仁
诺·白亚仁（1981年6月16日—），柬埔寨歌手、演员，曾翻唱多首中文流行歌曲。